# Centro dos Estudantes de Santos
O Centro dos Estudantes de Santos (CES) é a entidade de representação dos estudantes universitários da Baixada Santista. Fundado em 8 de janeiro de 1932, é a entidade geral estudantil mais antiga do Brasil.

## História

### Fundação
O Centro dos Estudantes de Santos surgiu com um grupo de estudantes do Ginásio Luso-Brasileiro, uma notória escola particular da cidade fundada por Gervásio Maia, com os objetivos de organizar as lutas específicas do movimento estudantil e as reivindicações gerais da classe trabalhadora brasileira. Sua fundação ocorreu antes mesmo da existência da União Nacional dos Estudantes (UNE), organização fundada em 1937 que representa os alunos do Ensino superior no Brasil.
Nesse período de atividade, a entidade se consolidou na região como um importante fator cultural, promovendo bailes estudantis, blocos carnavalescos, concursos literários, jogos e olimpíadas esportivas. No âmbito político as pautas giravam em torno dos preços das passagens de ônibus e das taxas escolares, além do direito à meia-entrada com a carteirinha da entidade. Militantes da União da Juventude Comunista (ala juvenil do Partido Comunista Brasileiro) presentes na gestão participaram da "Falange Acadêmica", um batalhão voluntário que somava aos seis mil santistas durante a Revolução Constitucionalista de 1932.

### Ditadura militar
Após o golpe de Estado no Brasil em 1964, a ditadura militar invadiu o Centro dos Estudantes de Santos logo após a invasão da UNE.
A juventude do PCB realizou uma assembleia dos grêmios estudantis da Baixada Santista para a reconstrução do CES, em 17 de agosto de 1968 que resultou na reocupação do prédio pelos estudantes. Segundo consta nos arquivos do DEOPS, o CES produziu uma nota de protesto contra professores e diretores de estabelecimentos de ensino que estavam reprimindo as organização estudantis. Em represália, no dia 12 de novembro os agentes do DOPS invadiram o CES e prenderam os estudantes. O fato ocorreu durante a visita do Interventor federal Abreu Sodré na cidade, que descobriu cartazes produzidos para passeatas. A manifestação foi impedida pela repressão e a praça Mauá, onde se realizaria o ato, foi ocupada militarmente. Com a emissão do Ato Institucional n.º 5 em 13 de dezembro, o CES foi fechado e os grêmios foram proibidos, sendo substituídos pelos chamados "Centros Cívicos". A partir deste momento, as atividades da entidade iriam se configurar através da clandestina Frente de Mobilização Estudantil (FME), com pichações em toda a cidade denunciando a ditadura e o Comando de Caça aos Comunistas. Um dos membros da junta governativa do CES em 1968 era Jayme Rodrigues Estrella Júnior, militante comunista conhecido como Cebola, que atualmente denomina a estação rodoviária de Santos por homenagem do prefeito David Capistrano Filho.

### Redemocratização
Na redemocratização os estudantes secundaristas organizaram a União Municipal dos Estudantes de Santos (UMES-Santos). A UMES foi importante instrumento de mobilização para o "Fora Collor", enquanto o C.E.S. teve participação mais discreta. Nesse período, o C.E.S. era organizado de forma que só o Presidente escolhia quem ia votar ou não. 
No final da década de 90, a reorganização do Movimento Universitário deu nova vida para o C.E.S., que se engajou na luta pela Universidade Pública da Baixada Santista, ampliou sua base para os demais municípios da Região Metropolitana e consolidou a autonomia do Movimento Secundarista. 
Em 2014 foi feito um documentário sobre o C.E.S. chamado "CES: ontem e hoje".
Em 2017, uma assembleia para a escolha da diretoria da entidade ocorreu depois do prazo e sem a quantidade mínima de votos. Um grupo insatisfeito com o resultado entrou na justiça e conseguiu se tornar administrador provisório para organizar nova eleição, posteriormente vencida pelo mesmo grupo. No entanto, o pleito foi considerado nulo pela antiga equipe.